# The Dagger of Amon Ra
The Dagger of Amon Ra è un'avventura grafica sviluppata e pubblicata dalla Sierra On-Line per i sistemi MS-DOS e Microsoft Windows nel 1992. Il videogioco è il seguito di The Colonel's Bequest.